# Часовня на могиле Юргиса Амвросия Пабрежи

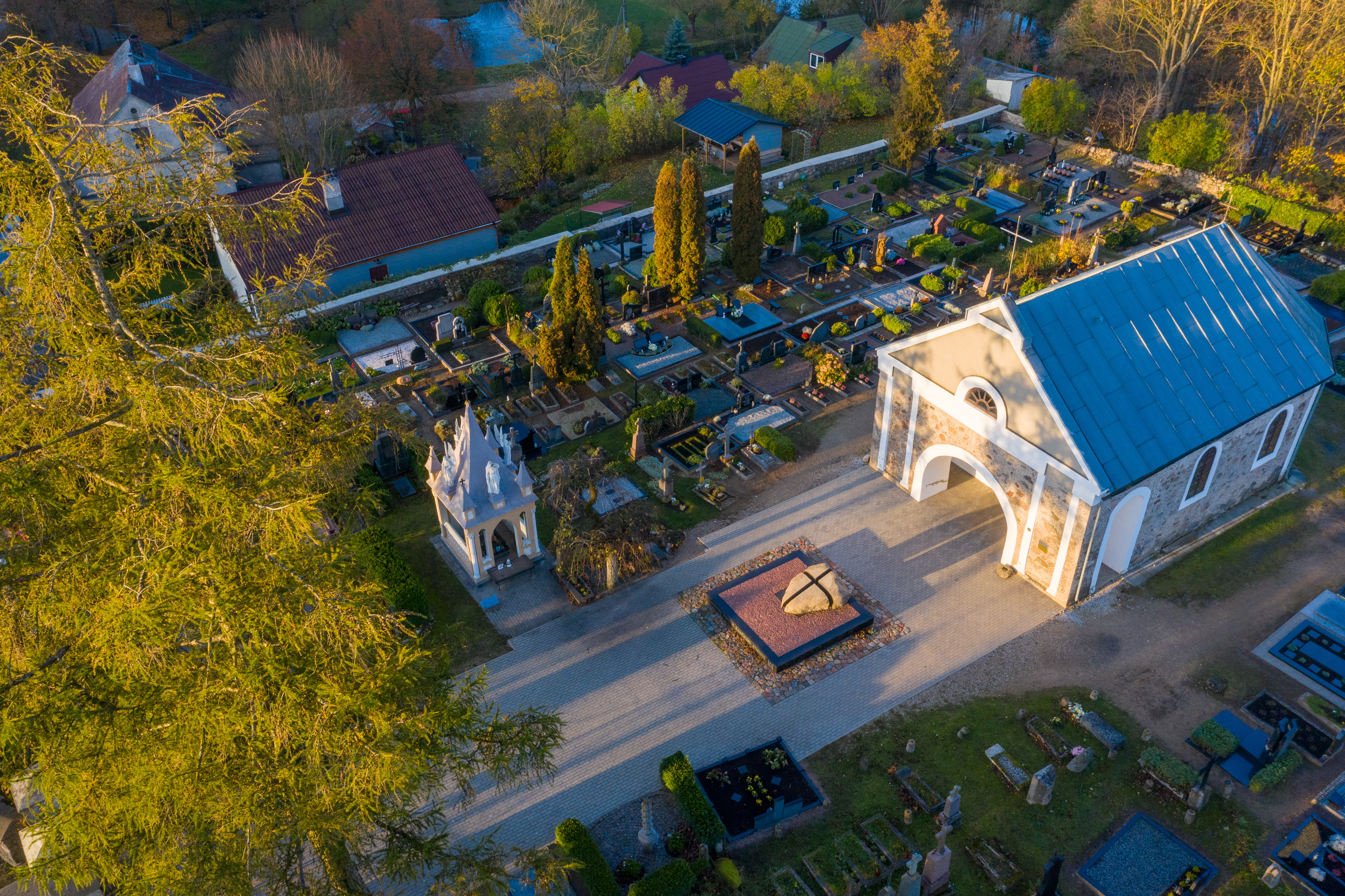

Часовня на могиле Юргиса Амвросия Пабрежи — часовня на старом кладбище в Кретинге, где похоронен монах-бернардинец, проповедник, ботаник и врач Юргис Пабрежа (1771—1849), известный также как отец Амвросий. Включена в реестр культурных ценностей Литвы.

## История
В 1933 г. настоятель монастыря Аугустинас Дирвяле решил построить на его могиле небольшую, площадью 15 м², каменную часовню в неоготическом стиле.
В 1993 г. часовня на могиле Юргиса Амвросия Пабрежи включена в реестр культурных ценностей.

## Архитектура
Четырёхскатная пирамидальная крыша строения по углам украшена четырьмя башенками с прямоугольным основанием, заканчивающимися четырёхреберной пирамидой с металлическим крестом наверху, между башенками на прямоугольных постаментах установлены четыре бетонные скульптуры — святой Франциск и ангелы. Внутри часовни находится образ Пресвятой Девы Марии Скоропомощницы, автор которого неизвестен, по словам местных жителей, его написал сам Ю. Пабрежа.
Оформлением и реставрацией часовни занимались разные мастера, икона несколько раз закрашивалась.

## Галерея

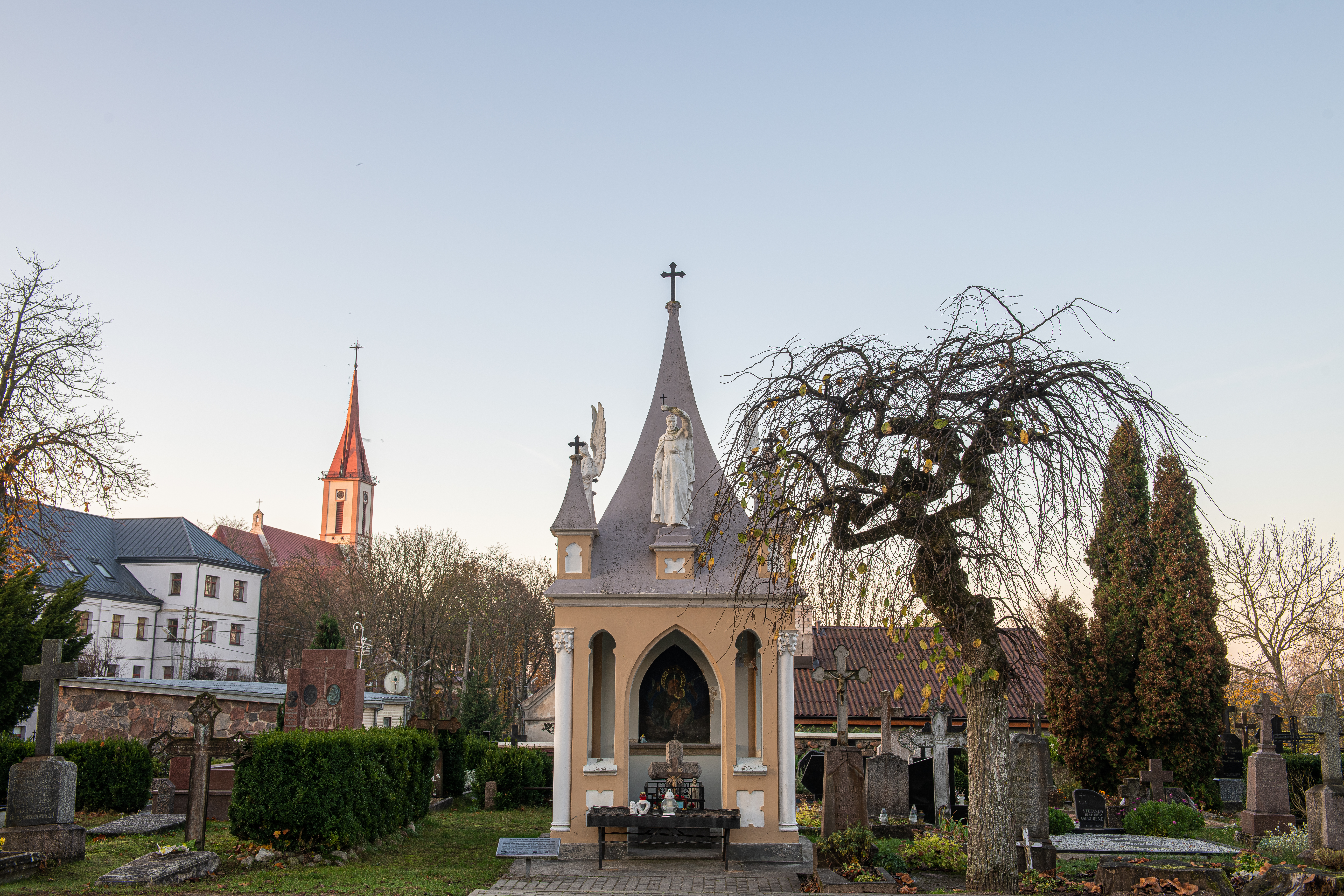
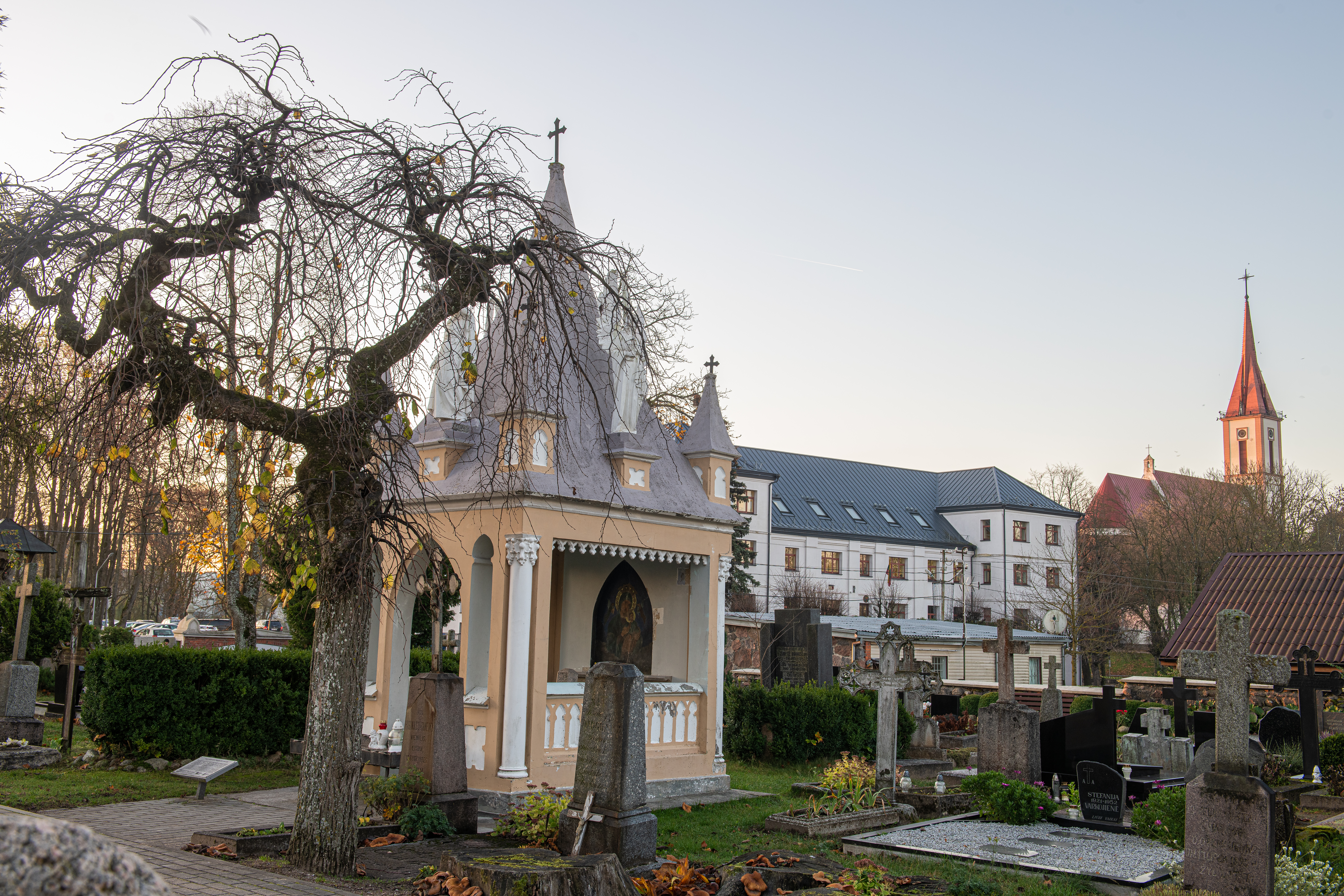
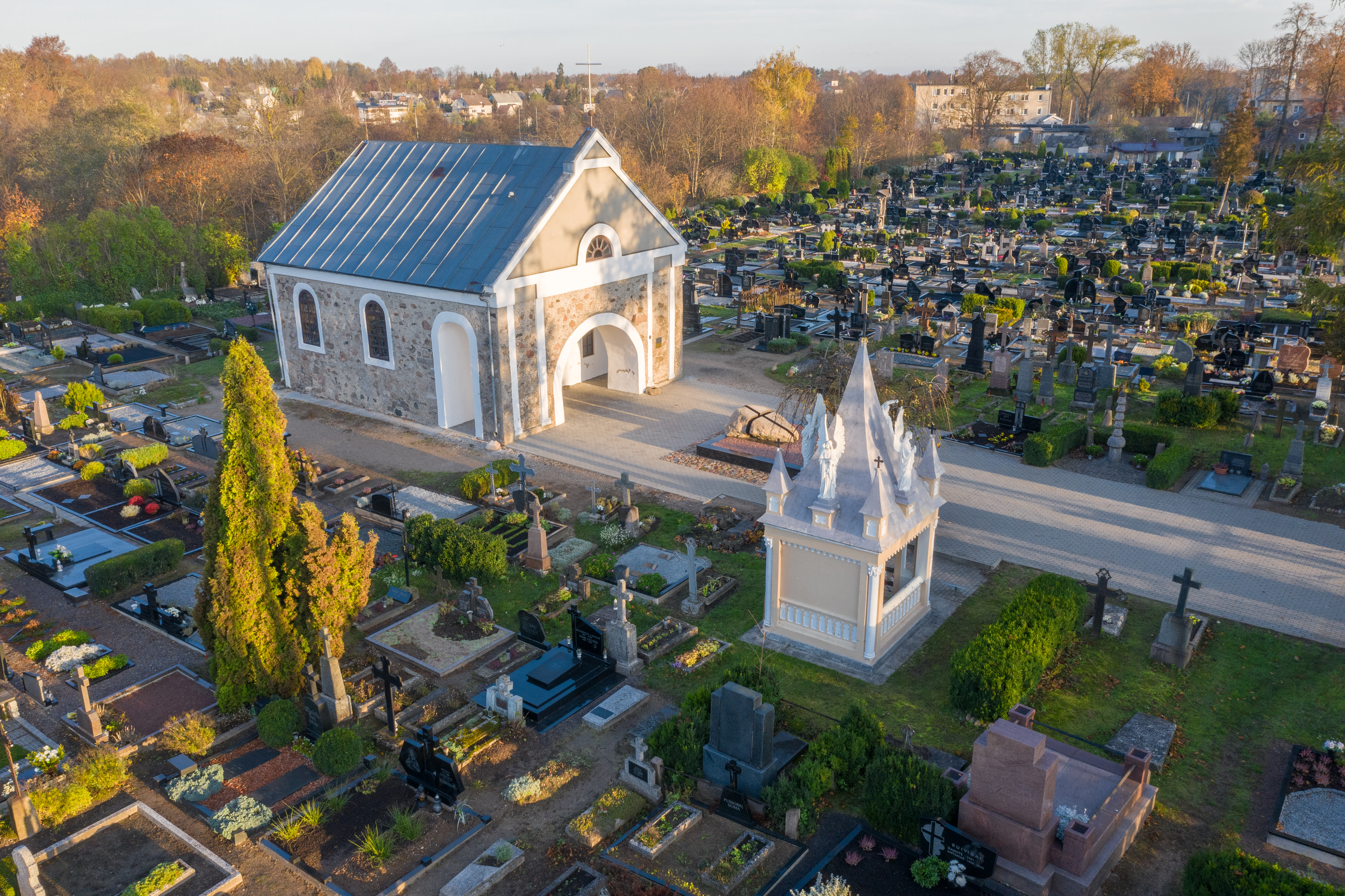
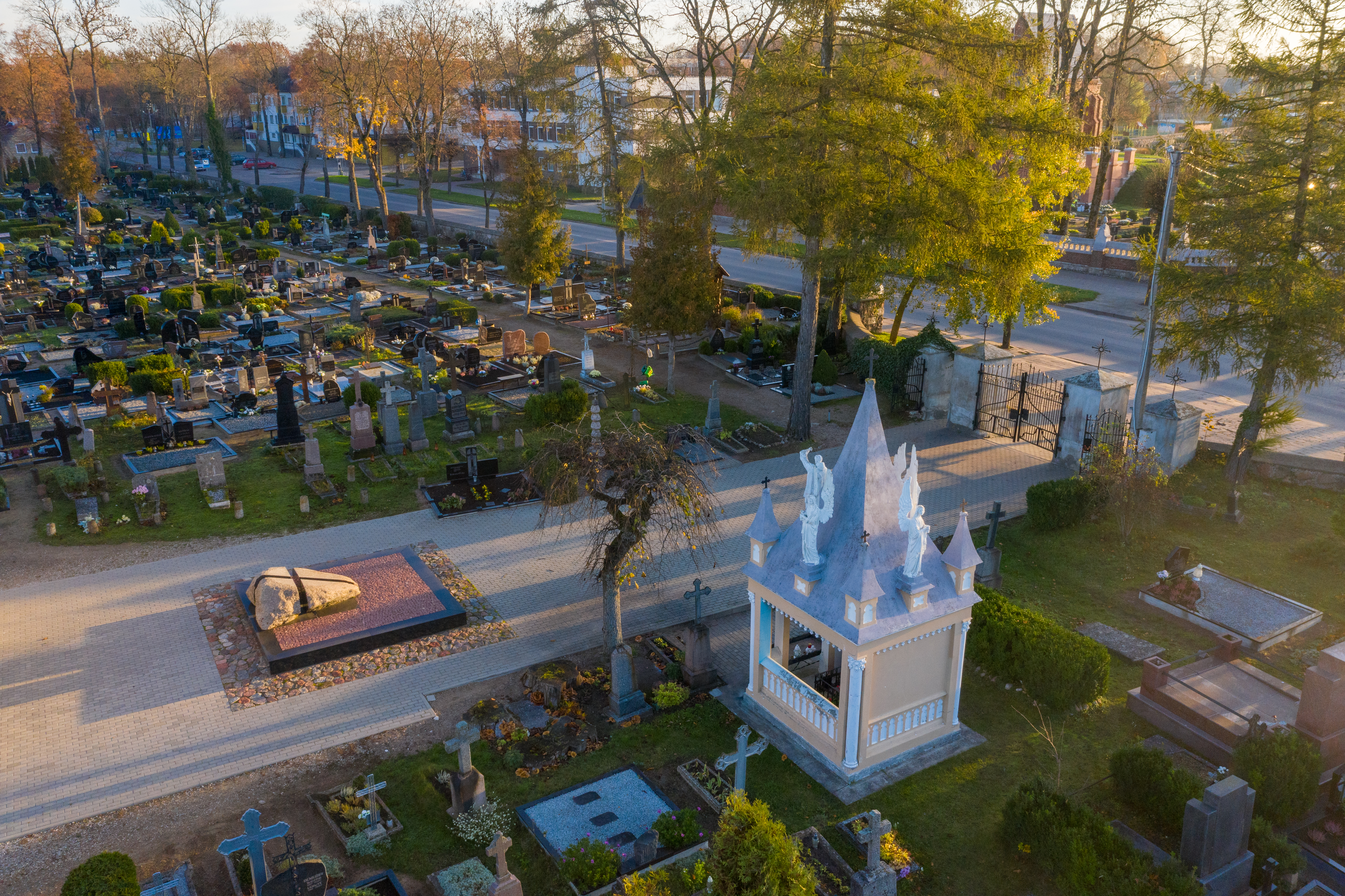